# Klima-Sozialfonds
Der Klima-Sozialfonds (KSF), englisch Social Climate Fund (SCF), ist ein Fonds der Europäischen Union, mit dem Belastungen des beschlossenen EU-Emissionshandels in den Bereichen Gebäude und Verkehr für besonders betroffene Bürger und Kleinstunternehmen abgemildert werden sollen. Der Fonds stellt den Mitgliedstaaten Mittel bereit, mit denen sie direkte, befristete Einkommenshilfen zahlen, Investitionen in die Energieeffizienz und Dekarbonisierung von Gebäuden unterstützen und den Zugang zu emissionsarmer Mobilität verbessern können.

## Entstehung
Im Europäischen Grünen Deal und in seinem Klimagesetz hat sich die Europäische Union (EU) das Ziel gegeben, bis 2050 netto-null Emissionen auszustoßen. Der Übergang dorthin soll gerecht und inklusiv erfolgen (→ Gerechter Übergang). Mit dem Fit for 55-Klimapaket hat die EU beschlossen, ein Emissionshandelssystem in den Bereichen Gebäude und Verkehr einzuführen (EU-Emissionshandelssystem II, kurz EU-EHS II). Geplanter Start des Handelssystems ist 2027. Um die sozialen Auswirkungen abzufedern und für einen gerechten und inklusiven Übergang zu sorgen, wurde die Einrichtung des Klima- und Sozialfonds vorgesehen.

## Rechtsgrundlagen
Rechtsgrundlage für den Fonds ist die Verordnung (EU) 2023/955 des Europäischen Parlamentes und des Rates vom 10. Mai 2023 zur Einrichtung eines Klima-Sozialfonds und zur Änderung der Verordnung (EU) 2021/1060. Die Verordnung richtet den Fonds für den Zeitraum 2026 bis 2032 ein.
Hintergrund ist das neue, auf Grundlage der Emissionshandelsrichtlinie betriebene EU-EHS II für Gebäude, Verkehr und Kleinindustrie. Das EU-EHS II wurde mittels Novellierung der Emissionshandelsrichtlinie durch Richtlinie (EU) 2023/959 eingerichtet.
Die Europäische Kommission legte im Rahmen des ordentlichen Gesetzgebungsverfahrens am 14. Juli 2021 den Entwurf einer Verordnung zur Einrichtung des Fonds vor. Das Europäische Parlament verlangte nach erster Lesung eine Reihe von Änderungen. Unter anderem wollte es Auszahlungen aus dem Fond schon ab 2026, also vor Start des EU-EHS II ermöglichen. Der Rat stimmte den Änderungen des Parlamentes zunächst nicht zu. Nach Einberufung des Vermittlungsausschusses nahm der Rat schließlich am 25. April 2023 in dritter Lesung die finale Fassung der Verordnung an, zusammen mit den Rechtsakten zum EU-EHS II und zum Europäischen CO2-Grenzausgleichssystem.
Die Verordnung (EU) 2021/1060 enthält gemeinsame Haushaltsvorschriften für zahlreiche Fonds der EU. In einem begrenzten Ausmaß können Mittel zwischen Fonds übertragen werden, so auch aus dem KSF. Die Verordnung (EU) 2023/955 fügt in die Verordnung (EU) 2021/1060 Vorgaben zur Übertragung von Mitteln aus dem KSF an andere Fonds ein.
Mit der Neufassung der Energieeffizienzrichtlinie durch die Richtlinie (EU) 2023/1791 wurde der ursprünglich in der Klima-Sozialfonds-Verordnung bestimmte Begriff der Energiearmut an den der Energieeffizienzrichtlinie angepasst.

## Anwendungsbereich
Die Verordnung (EU) 2023/955 richtet den Fonds für den Zeitraum 2026 bis 2032 ein. Der Fonds soll zu einem gerechten Übergang zur Klimaneutralität der EU beitragen, indem benachteiligte Haushalte, Kleinstunternehmen und Verkehrsnutzer mit Mitteln aus dem Fonds unterstützt werden. Dazu werden befristete direkte Einkommenshilfen gewährt oder Maßnahmen für klimafreundlichere Gebäudebeheizung und -kühlung und Mobilität gefördert werden. Im Gebäudesektor soll insbesondere ein Verringerung des Energieverbrauchs von Haushalten erreicht werden, die von Energiearmut betroffen sind.
Als benachteiligt gelten Haushalte bzw. Verkehrsnutzer, die unter Energie- oder Mobilitätsarmut leiden, die besonders von Preissteigerungen des EU-EHS II betroffen sind und die keine Mittel haben, auf Alternativen umzusteigen (siehe auch Vulnerabilität).

## Funktionsweise

### Mittelherkunft
Für das Jahr 2026 fließen dem Fonds die Erlöse aus der Versteigerung von 50 Mio. Zertifikaten aus dem EU-Emissionshandel für Industrie und Energie (EU-EHS I) zu. Ab 2027 speist sich der Fonds aus 25 % der Erlöse des EU-EHS II. Zu allen aus dem KSF finanzierten Maßnahmen müssen Mitgliedstaaten aus eigenen Mitteln 25 % beisteuern. Im Zeitraum 2026–2032 sollen so mindestens 86,7 Mrd. Euro mobilisiert werden.
Den einzelnen Mitgliedstaaten stehen gemäß einem Verteilungsschlüssel Mittel aus dem Fonds bis zu einem festen Maximalbetrag zur Verfügung. Der Schlüssel ist nach einer Reihe von Faktoren ausgestaltet, darunter CO2-Emissionen pro Haushalt, Anzahl der von Energiearmut gefährdeten Menschen, Größe der Bevölkerung, Bruttoinlandsprodukt pro Person. Für Deutschland liegt die Zuteilung bei maximal 5,3 Mrd. Euro. Für die Auszahlung müssen die Mitgliedstaaten Klima-Sozialpläne mit Maßnahmen vorlegen, die mit den zugeteilten Mitteln aus dem Fonds finanziert werden sollen.

### Klima-Sozialpläne
Mitgliedstaaten können die Auszahlung von Mitteln aus dem Klima- und Sozialfonds beantragen, um damit im Rahmen von Klima-Sozialplänen (Social Climate Plans) festgelegte Maßnahmen zu finanzieren.
Die Klima-Sozialpläne müssen im Einklang mit den Zielen des Klima-Sozialfonds sein, also den Auswirkungen des EU-EHS II auf benachteilige Haushalte, Kleinstunternehmen und Verkehrsnutzer begegnen und zum Erreichen der Klimaziele der EU beitragen. Dementsprechend können die Pläne direkte, mit der Zeit abnehmende Einkommenshilfen oder Maßnahmen für Gebäuderenovierungen, zur emissionsärmeren Gebäudeheizung und -kühlung und emissionsärmerer Mobilität vorsehen. Mitgliedstaaten müssen im Rahmen ihrer Planung eine öffentliche Konsultation durchführen, die den Anforderungen der Governance-Verordnung gerecht wird. Busch/Harder beschreiben die intendierte Funktion der direkten Einkommenshilfen als kurzfristige Erleichterung für betroffenen Haushalte, bis die langfristig zu fördernden strukturellen Maßnahmen und Investitionen greifen.
Die Klima-Sozialpläne sollen auch kohärent mit anderen Plänen und Verpflichtungen des jeweiligen Mitgliedstaates sein, vor allem mit den Nationalen Energie- und Klimaplänen, aber auch mit den Pläne für einen gerechten Übergang im Rahmen des Just Transition Fund oder den Gebäuderenovierungsplänen im Rahmen der EU-Gebäuderichtlinie.
Folgendes muss in einem Klima-Sozialplan unter anderem enthalten sein:
- ein Überblick und Informationen zum Verfahren, mit dem der Plan aufgestellt worden ist,
- eine Beschreibung der Maßnahmen, Etappenziele und Zielvorgaben, jeweils für Gebäude und Verkehr sowie Einkommensbeihilfen,
- die im Ergebnis einer Analyse erwarteten Folgen des EU-EHS II für benachteiligte Gruppen und Auswirkungen der Maßnahmen aus dem Klima-Sozialplan,
- Angaben zur Zusätzlichkeit der geplanten Maßnahmen, zur Kohärenz mit anderen Initiativen und zur Überwachung.

Die EU-Kommission kann die Klima-Sozialpläne prüfen und von den Mitgliedstaaten eine geänderte Neuvorlage verlangen. Die Auszahlungen aus dem Klima-Sozialfonds sollen an die Erreichung in den Klima-Sozialplänen vorgesehenen Meilensteinen und Zielen geknüpft werden. Die Kommission kann die Auszahlung von Mitteln verweigern, wenn sie zu der Auffassung gelangt, dass ein Klima-Sozialplan den Anforderungen nicht gerecht wird.

### Unterstützung aus dem Fonds
Die Mitgliedstaaten können für die Maßnahmen ihrer Klima-Sozialpläne Mittel aus dem Fonds erhalten. Voraussetzung ist, dass sie bestimmte Etappenziele erreichen. Diese Etappenziele müssen auf das EU-Klimagesetz abgestimmt sein. Sie müssen Teilziele enthalten für: Energieeffizienz, Gebäuderenovierung, emissionsarme Mobilität, weniger Treibhausgasemissionen und weniger benachteiligte Haushalte, Kleinstunternehmen und Verkehrsnutzer. Außerdem dürfen die Maßnahmen keine erhebliche Beeinträchtigung der Umwelt im Sinn der Taxonomie-Verordnung verursachen, also beispielsweise nicht  Biodiversität und Ökosysteme wesentlich beeinträchtigen. Maßnahmen sollen die Abhängigkeit von fossilen Brennstoffen verringern und dazu beitragen, die Europäische Säule sozialer Rechte zu stärken.
Die beantragenden Staaten müssen mindestens ein Viertel der Kosten für die Maßnahmen selbst tragen.
Der KSF wurde zwar für soziale Ausgleichsmaßnahmen für den ab 2027 beginnenden EU-EHS II eingeführt, aber die Höhe der Mittelzuweisungen an die Mitgliedstaaten ist fest und nicht an die Zertifikatpreise gekoppelt. Höhere Erlöse aus der Versteigerung von Zertifikaten fließen zwar den versteigernden Mitgliedstaaten zu, aber für diese zusätzlichen Erlöse würde es keine solidarischen Ausgleichsmaßnahmen an stärker belastete Mitgliedstaaten in Form von Transferzahlungen über den KSF geben.

## Überwachung und Evaluierung
Die Mitgliedstaaten müssen der EU-Kommission alle zwei Jahre über die Durchführung ihrer Pläne berichten. Diese Berichte sind zusammen mit den Fortschrittsberichten zu den Nationalen Energie- und Klimaplänen vorzulegen. Sie müssen auf eine Reihe von Indikatoren eingehen, darunter: Verringerung der Zahl benachteiligter Haushalte, Verkehrsnutzer und Kleinstunternehmen, Emissionsminderungen im Gebäude- und Verkehrssektor, Energieeinsparungen im Gebäudesektor, Käufe klimafreundlicherer Fahrzeuge, unterstützte Fahrradinfrastruktur und befristete Einkommensbeihilfen.
Die Europäische Kommission muss zwei Jahre, nachdem die Durchführung begonnen hat, den Fonds evaluieren und darüber berichten, inwieweit die Ziele der EU und der einzelnen Mitgliedstaaten erreicht und wie effizient die Mittel eingesetzt wurden. Außerdem muss sie 2033 einen unabhängige Gesamtbewertung des Fonds und seiner Auswirkungen vornehmen.

## Umsetzung in den Mitgliedstaaten
Die Mitgliedstaaten legen konkret fest, welche Gruppen als benachteiligt gelten. Dazu müssen sie Indikatoren entwickeln, anhand derer sich bestimmt, wer von Energie- bzw. Mobilitätsarmut und Preissteigerungen besonders betroffen ist.